# Hoek (Hempens)
(De) Hoek (Fries: De Hoek) is een voormalige nederzetting en veldnaam in de gemeente Leeuwarden, in de Nederlandse provincie Friesland. Hoek lag ten oosten van het dorp Hempens.
De nederzetting lag in de Polder het Langdeel, en bestond uit een boerderij uit 1930 en enkele losse gebouwtjes. Vanwege de bouw van de nieuwe wijk Zuiderburen bleef alleen de boerderij over. Op de plek van de gebouwtjes ligt anno 2024 een klein parkje met een speeltuin.
Ten westen van de voormalige nederzetting ligt het Bos van Pylkwier (Fries: Bosk Fan Pylkwier), genoemd naar een voormalig meertje op die plek. Door een essenziekte moesten in 2018 delen opnieuw worden beplant.
Het is niet bekend hoe oud de Hoek is, de naam duikt pas vrij laat op kaarten in de twintigste eeuw. Vanaf 1970 werd de nederzetting aangeduid op de kadasterkaart. In 2017 voor het laatst, toen nog slechts de boerderij over was.
De naam Hoek komt in Leeuwarden tevens voor als een van de drie terpen waaruit de stad is ontstaan.
Steden, dorpen en gehuchten: Aegum · Baard · Beers · Britsum · Cornjum · Finkum · Friens · Goutum · Grouw · Hempens · Hijlaard · Hijum · Huins · Idaard · Irnsum · Jellum · Jelsum · Jorwerd · Leeuwarden · Lekkum · Lions · Mantgum · Miedum · Oosterlittens · Oude Leije · Roordahuizum · Snakkerburen · Stiens · Swichum · Teerns · Warstiens · Wartena · Warga · Weidum · Wirdum · Wytgaard

Buurtschappen: Abbengawier · Angwier · Baardburen · Bartlehiem (deels) · Barrahuis · De Hem · Domwier · Fons · Groote Bontekoe · Gotum · Hezens · Horne · Hofland · Hoptille · Marwird · Midsburen · Naarderburen · Noordend · Oude Schouw (deels) · Rewerd (deels) · Schillaard · Schrins · Tichelwerk · Tjaard · Tjeintgum · Truurd · Tsienzerburen · Vensterburen · Vierhuis · Wammerd · Wiel · Wieuwens · Wilaard · Zuiderend

Voormalige buurtschappen: De Drie Romers · Hoek · Zuiderburen

Friesland: Steden en dorpen      Nederland: Provincies · Gemeenten